# Yao Yilin
Yao Yilin född 6 september 1917 i Hongkong, död 1 december 1994 i Peking, var en kinesisk kommunistisk politiker som gjorde sig känd för sina konservativa ståndpunkter.
Yao föddes i Hongkong men levde i Anhui-provinsen under sina tidiga år. Han gick med i Kinas kommunistiska parti 1935. Han var chef för centralkommitténs allmänna kontor (1978－1982), ordförande för Statsplanekommissionen (1980-83 och 1987-89) och var vice premiärminister mellan 1988 och 1993. Han satt i politbyråns ständiga utskott mellan 1987 och 1992.
Yao gjorde sig känd som en kritiker av Hu Yaobangs reformpolitik på 1980-talet och han stödde aktivt det militära undertryckandet av protesterna på Himmelska fridens torg 1989.
Yaos dotter är gift med den nuvarande politikern Wang Qishan.